# Ocydromus tetracolus
Ocydromus tetracolus é uma espécie de insetos coleópteros pertencente à família Carabidae.
A autoridade científica da espécie é Say, tendo sido descrita no ano de 1823.
Trata-se de uma espécie presente no território português.